# Léon Bouzerand
Léon Bouzerand (Cahors, 1er janvier 1907 - Cahors, 18 novembre 1972) est un photographe français. La richesse du fonds d’archives qu’il a laissé, fort de plusieurs dizaines de milliers d’images prises entre les années 1930 et les années 1970, les sources de son inspiration et sa façon personnelle de traiter les sujets qu’il capte avec tendresse, chaleur, humour ; s'inscrivent dans la lignée des grands photographes français comme Doisneau, Lartigue ou Cartier-Bresson.

## Parcours
Léon Bouzerand est né à Cahors où il avait ses racines familiales et y a séjourné pratiquement toute sa vie. Il avait fait ses études de lettres et langues (allemand, anglais) au lycée Gambetta de Cahors, puis au lycée Pierre-de-Fermat à Toulouse jusqu'au baccalauréat de philosophie. Il a ensuite poursuivi son parcours à l'École nationale de photographie de la rue de Vaugirard, à Paris, (devenue plus tard l'École nationale supérieure Louis-Lumière, ENSLL). Il a été élève de cette école dans la section photographie, promotion 1932. En 1934, il a ouvert, rue Foch à Cahors, un atelier et magasin de photographie qu'il a tenu jusqu'au début des années 1970. Jusqu'à sa cession en 1972, il y a été secondé par son épouse, Suzanne Bouzerand, née Maratuech, et son assistante, Yvonne Teillard.
De très nombreux clichés, quelque 400 000 images sur négatifs argentiques,ont été conservés dans les archives du magasin, puis exploités par Jean-Louis Nespoulous, devenu son successeur, en 1973. Certaines de ces photographies ont été publiées dans les quatre livres suivants. Le plus récent est paru en mai 2012.

## Expositions
- Expositions dans le cadre du Printemps de la Photographie en 1983, 1984[11]
- Exposition rétrospective en 2004 à Cahors organisée par M. Chardard[12]
- Exposition Gaston Monnerville. De 1936 à l'Europe[13],[14]
- Exposition au Musée Henri Martin à Cahors (2010)[15].
- Projection au Théâtre municipal de Cahors, le 31 mai 2012[10].